# 4 Hours of Shanghai 2019

Tor Shanghai International Circuit

4 Hours of Shanghai 2019 – długodystansowy wyścig samochodowy, który odbył się 10 listopada 2019 roku. Był on trzecią rundą sezonu 2019/2020 serii FIA World Endurance Championship.

## Harmonogram
| Dzień                   | Godzina | Sesja                             | Długość   |
| ----------------------- | ------- | --------------------------------- | --------- |
| Piątek, 8 listopada     | 11:00   | Pierwsza sesja treningowa         | 90 minut  |
| Piątek, 8 listopada     | 15:30   | Druga sesja treningowa            | 90 minut  |
| Sobota, 9 listopada     | 9:50    | Trzecia sesja treningowa          | 60 minut  |
| Sobota, 9 listopada     | 14:00   | Kwalifikacje LMGTE Pro i LMGTE Am | 20 minut  |
| Sobota, 9 listopada     | 14:30   | Kwalifikacje LMP1 i LMP2          | 20 minut  |
| Niedziela, 10 listopada | 12:00   | Wyścig                            | 4 godziny |
| Źródło                  |         |                                   |           |

## Sesje treningowe
| Klasa          | Zespół                      | Samochód            | Czas           | Okr.           |
| Sesja pierwsza | Sesja pierwsza              | Sesja pierwsza      | Sesja pierwsza | Sesja pierwsza |
| -------------- | --------------------------- | ------------------- | -------------- | -------------- |
| LMP1           | #1 Rebellion Racing         | Rebellion R13       | 1:48,761       | 33             |
| LMP2           | #42 Cool Racing             | Oreca 07            | 1:50,338       | 39             |
| LMGTE Pro      | #91 Porsche GT Team         | Porsche 911 RSR-19  | 2:01,389       | 37             |
| LMGTE Am       | #56 Team Project 1          | Porsche 911 RSR     | 2:01,814       | 34             |
| Sesja druga    |                             |                     |                |                |
| LMP1           | #6 Team LNT                 | Ginetta G60-LT-P1   | 1:48,127       | 31             |
| LMP2           | #42 Cool Racing             | Oreca 07            | 1:49,754       | 40             |
| LMGTE Pro      | #71 AF Corse                | Ferrari 488 GTE Evo | 2:00,036       | 40             |
| LMGTE Am       | #77 Dempsey - Proton Racing | Porsche 911 RSR     | 2:01,935       | 35             |
| Sesja trzecia  |                             |                     |                |                |
| LMP1           | #7 Toyota Gazoo Racing      | Toyota TS050 Hybrid | 1:47,184       | 28             |
| LMP2           | #29 Racing Team Nederland   | Oreca 07            | 1:49,637       | 26             |
| LMGTE Pro      | #92 Porsche GT Team         | Porsche 911 RSR-19  | 1:58,786       | 20             |
| LMGTE Am       | #56 Team Project 1          | Porsche 911 RSR     | 2:00,109       | 23             |

## Kwalifikacje
Pole position w każdej kategorii oznaczone jest pogrubieniem.
| Poz.   | Klasa     | Zespół                      | Średnia  | Strata  | Poz. s. |
| ------ | --------- | --------------------------- | -------- | ------- | ------- |
| 1      | LMP1      | #1 Rebellion Racing         | 1:45,892 | —       | 1       |
| 2      | LMP1      | #6 Team LNT                 | 1:47,092 | +1,200  | 2       |
| 3      | LMP1      | #5 Team LNT                 | 1:47,109 | +1,217  | 3       |
| 4      | LMP1      | #7 Toyota Gazoo Racing      | 1:47,235 | +1,343  | 4       |
| 5      | LMP1      | #8 Toyota Gazoo Racing      | 1:48,180 | +2,288  | 5       |
| 6      | LMP2      | #42 Cool Racing             | 1:48,649 | +2,757  | 6       |
| 7      | LMP2      | #37 Jackie Chan DC Racing   | 1:48,775 | +2,883  | 7       |
| 8      | LMP2      | #22 United Autosports       | 1:48,972 | +3,080  | 8       |
| 9      | LMP2      | #33 High Class Racing       | 1:49,245 | +3,353  | 9       |
| 10     | LMP2      | #38 JOTA                    | 1:49,739 | +3,847  | 10      |
| 11     | LMP2      | #47 Cetilar Racing          | 1:50,496 | +4,604  | 11      |
| 12     | LMP2      | #36 Signatech Alpine ELF    | 1:50,941 | +5,049  | 12      |
| 13     | LMGTE Pro | #92 Porsche GT Team         | 1:59,579 | +13,687 | 13      |
| 14     | LMGTE Pro | #95 Aston Martin Racing     | 1:59,597 | +13,705 | 14      |
| 15     | LMGTE Pro | #97 Aston Martin Racing     | 1:59,607 | +13,715 | 15      |
| 16     | LMGTE Pro | #51 AF Corse                | 1:59,687 | +13,795 | 16      |
| 17     | LMGTE Pro | #71 AF Corse                | 2:00,067 | +14,175 | 17      |
| 18     | LMGTE Pro | #91 Porsche GT Team         | 2:00,224 | +14,332 | 18      |
| 19     | LMGTE Am  | #56 Team Project 1          | 2:00,824 | +14,932 | 19      |
| 20     | LMGTE Am  | #98 Aston Martin Racing     | 2:01,528 | +15,636 | 20      |
| 21     | LMGTE Am  | #77 Dempsey - Proton Racing | 2:01,655 | +15,763 | 21      |
| 22     | LMGTE Am  | #90 TF Sport                | 2:02,192 | +16,300 | 22      |
| 23     | LMGTE Am  | #57 Team Project 1          | 2:02,228 | +16,336 | 23      |
| 24     | LMGTE Am  | #54 AF Corse                | 2:02,404 | +16,512 | 24      |
| 25     | LMGTE Am  | #70 MR Racing               | 2:02,602 | +16,710 | 25      |
| 26     | LMGTE Am  | #88 Dempsey - Proton Racing | 2:02,714 | +16,822 | 26      |
| 27     | LMGTE Am  | #86 Gulf Racing             | 2:02,978 | +17,086 | 27      |
| 28     | LMGTE Am  | #83 AF Corse                | 2:03,001 | +17,109 | 28      |
| 29     | LMGTE Am  | #78 Proton Competition      | 2:03,086 | +17,194 | 29      |
| 30     | LMGTE Am  | #62 Red River Sport         | 2:03,239 | +17,347 | 30      |
| 31     | LMP2      | #29 Racing Team Nederland   | 1:48,431 | +2,539  | 31      |
| Źródła |           |                             |          |         |         |

## Wyścig

### Wyniki
Minimum do bycia sklasyfikowanym (70 procent dystansu pokonanego przez zwycięzców wyścigu) wyniosło 87 okrążeń. Zwycięzcy klas są oznaczeni pogrubieniem.
| Poz.              | Klasa     | Zespół                      | Kierowcy                                                 | Samochód                 | Opony | Okr. | Czas/Strata  |
| ----------------- | --------- | --------------------------- | -------------------------------------------------------- | ------------------------ | ----- | ---- | ------------ |
| 1                 | LMP1      | #1 Rebellion Racing         | Bruno Senna Gustavo Menezes Norman Nato                  | Rebellion R13            | M     | 125  | 4:00:59,195  |
| 2                 | LMP1      | #8 Toyota Gazoo Racing      | Sébastien Buemi Kazuki Nakajima Brendon Hartley          | Toyota TS050 Hybrid      | M     | 125  | +1:06,984    |
| 3                 | LMP1      | #7 Toyota Gazoo Racing      | Mike Conway Kamui Kobayashi José María López             | Toyota TS050 Hybrid      | M     | 124  | +1 okrążenie |
| 4                 | LMP1      | #5 Team LNT                 | Jordan King Ben Hanley Jegor Orudżew                     | Ginetta G60-LT-P1        | M     | 124  | +1 okrążenie |
| 5                 | LMP1      | #6 Team LNT                 | Charlie Robertson Michael Simpson Guy Smith              | Ginetta G60-LT-P1        | M     | 123  | +2 okrążenia |
| 6                 | LMP2      | #38 JOTA                    | Roberto González António Félix da Costa Anthony Davidson | Oreca 07                 | G     | 121  | +4 okrążenia |
| 7                 | LMP2      | #37 Jackie Chan DC Racing   | Ho-Pin Tung Gabriel Aubry Will Stevens                   | Oreca 07                 | G     | 121  | +4 okrążenia |
| 8                 | LMP2      | #22 United Autosports       | Philip Hanson Filipe Albuquerque Paul di Resta           | Oreca 07                 | M     | 121  | +4 okrążenia |
| 9                 | LMP2      | #36 Signatech Alpine ELF    | Thomas Laurent André Negrão Pierre Ragues                | Alpine A470              | M     | 120  | +5 okrążeń   |
| 10                | LMP2      | #29 Racing Team Nederland   | Frits van Eerd Giedo van der Garde Nyck de Vries         | Oreca 07                 | M     | 120  | +5 okrążeń   |
| 11                | LMP2      | #33 High Class Racing       | Mark Patterson Kenta Yamashita Anders Fjordbach          | Oreca 07                 | G     | 120  | +5 okrążeń   |
| 12                | LMP2      | #47 Cetilar Racing          | Roberto Lacorte Andrea Belicchi Giorgio Sernagiotto      | Dallara P217             | M     | 119  | +6 okrążeń   |
| 13                | LMGTE Pro | #51 AF Corse                | James Calado Alessandro Pier Guidi                       | Ferrari 488 GTE Evo      | M     | 115  | +10 okrążeń  |
| 14                | LMGTE Pro | #92 Porsche GT Team         | Michael Christensen Kévin Estre                          | Porsche 911 RSR-19       | M     | 115  | +10 okrążeń  |
| 15                | LMGTE Pro | #91 Porsche GT Team         | Gianmaria Bruni Richard Lietz                            | Porsche 911 RSR-19       | M     | 115  | +10 okrążeń  |
| 16                | LMGTE Pro | #97 Aston Martin Racing     | Alex Lynn Maxime Martin                                  | Aston Martin Vantage AMR | M     | 115  | +10 okrążeń  |
| 17                | LMGTE Pro | #95 Aston Martin Racing     | Marco Sørensen Nicki Thiim                               | Aston Martin Vantage AMR | M     | 115  | +10 okrążeń  |
| 18                | LMGTE Pro | #71 AF Corse                | Davide Rigon Miguel Molina                               | Ferrari 488 GTE Evo      | M     | 115  | +10 okrążeń  |
| 19                | LMGTE Am  | #90 TF Sport                | Salih Yoluç Charles Eastwood Jonathan Adam               | Aston Martin Vantage AMR | M     | 113  | +12 okrążeń  |
| 20                | LMGTE Am  | #57 Team Project 1          | Ben Keating Larry ten Voorde Jeroen Bleekemolen          | Porsche 911 RSR          | M     | 113  | +12 okrążeń  |
| 21                | LMGTE Am  | #98 Aston Martin Racing     | Paul Dalla Lana Darren Turner Ross Gunn                  | Aston Martin Vantage AMR | M     | 113  | +12 okrążeń  |
| 22                | LMGTE Am  | #83 AF Corse                | François Perrodo Emmanuel Collard Nicklas Nielsen        | Ferrari 488 GTE Evo      | M     | 113  | +12 okrążeń  |
| 23                | LMGTE Am  | #56 Team Project 1          | Egidio Perfetti David Heinemeier Hansson Matteo Cairoli  | Porsche 911 RSR          | M     | 112  | +13 okrążeń  |
| 24                | LMGTE Am  | #88 Dempsey - Proton Racing | Angelo Negro William Bamber Thomas Preining              | Porsche 911 RSR          | M     | 112  | +13 okrążeń  |
| 25                | LMGTE Am  | #70 MR Racing               | Motoaki Ishikawa Olivier Beretta Kei Cozzolino           | Ferrari 488 GTE Evo      | M     | 112  | +13 okrążeń  |
| 26                | LMGTE Am  | #54 AF Corse                | Thomas Flohr Francesco Castellacci Giancarlo Fisichella  | Ferrari 488 GTE Evo      | M     | 112  | +13 okrążeń  |
| 27                | LMGTE Am  | #86 Gulf Racing             | Michael Wainwright Andrew Watson Benjamin Barker         | Porsche 911 RSR          | M     | 112  | +13 okrążeń  |
| 28                | LMGTE Am  | #62 Red River Sport         | Bonamy Grimes Johnny Mowlem Charles Hollings             | Ferrari 488 GTE Evo      | M     | 112  | +13 okrążeń  |
| 29                | LMGTE Am  | #77 Dempsey - Proton Racing | Christian Ried Riccardo Pera Matt Campbell               | Porsche 911 RSR          | M     | 111  | +14 okrążeń  |
| 30                | LMGTE Am  | #78 Proton Competition      | Philippe Prette Louis Prette Vincent Abril               | Porsche 911 RSR          | M     | 107  | +18 okrążeń  |
| Niesklasyfikowani |           |                             |                                                          |                          |       |      |              |
|                   | LMP2      | #42 Cool Racing             | Nicolas Lapierre Antonin Borga Alexandre Coigny          | Oreca 07                 | M     | 30   |              |

### Statystyki

#### Najszybsze okrążenie
| Klasa     | Kierowca          | Zespół                    | Czas     | Okr. |
| --------- | ----------------- | ------------------------- | -------- | ---- |
| LMP1      | Charlie Robertson | #6 Team LNT               | 1:48,428 | 2    |
| LMP2      | Will Stevens      | #37 Jackie Chan DC Racing | 1:52,213 | 2    |
| LMGTE Pro | Kévin Estre       | #92 Porsche GT Team       | 2:00,948 | 85   |
| LMGTE Am  | Louis Prette      | #78 Proton Competition    | 2:01,920 | 102  |
| Źródło    |                   |                           |          |      |